# Wilhelm Westmeyer

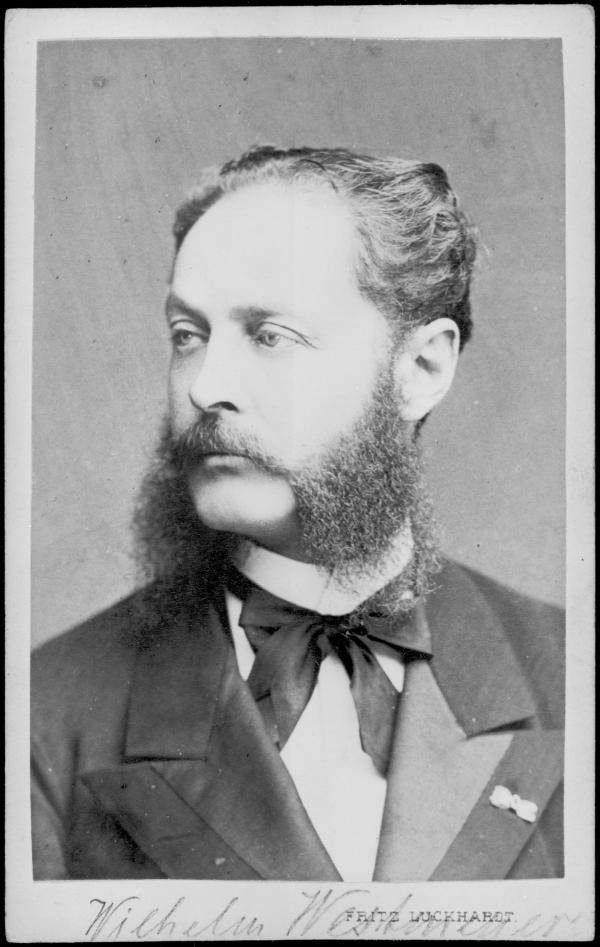
Wilhelm Westmeyer, Aufnahme des Wiener Hoffotografen Fritz Luckhardt

Wilhelm Westmeyer (* 11. Februar 1829 in Iburg; † 3. September 1880 in Bonn) war ein deutscher Komponist und Pianist. Er schrieb Kirchenmusik und Opern sowie Kinderlieder. Außerdem widmete er sich der Militärmusik.

## Leben

### Familie

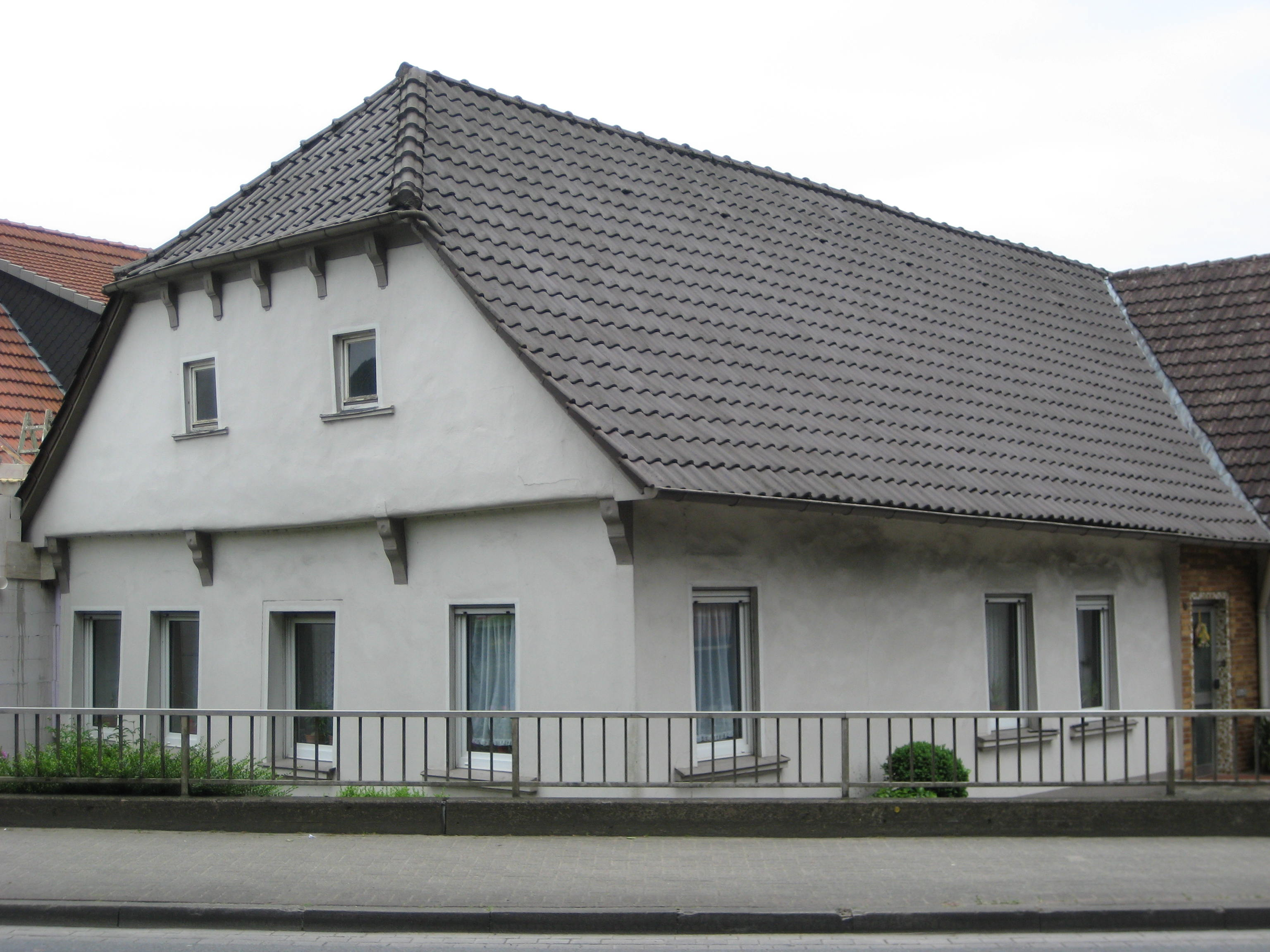
Westmeyers Geburtshaus in Bad Iburg, 2008

Wilhelm Westmeyer wurde 1829 als erstes Kind des aus der Bauerschaft Mentrup stammenden Wagenbauers Johann Bernard Heinrich Westmeyer (1803–1856) im damals zum Königreich Hannover gehörenden Flecken Iburg geboren. Seine Mutter war die Iburger Schuhmachertochter Maria Elisabeth Westmeyer, gebürtig Niebusch (1802–1866). Sein Geburtshaus an der Osnabrücker Straße 16 in Bad Iburg ist erhalten. Wilhelm Westmeyer hatte sechs Geschwister, fünf Brüder und eine Schwester. Die wachsende Familie lebte in einfachen Verhältnissen, die drei seiner Brüder zur Auswanderung veranlassten. Sein Bruder Joseph Carl Heinrich Westmeyer wanderte 1857 in die USA aus, Anton Heinrich Westmeyer ging 1858 in die Niederlande und lebte als Kaufmann in Amsterdam, Gerhard Carl Westmeyer siedelte 1862 nach London über.

### Kindheit und Jugend
Wilhelm Westmeyer besuchte die Schule in Iburg. Schon früh erhielt er Klavierunterricht, gefördert vermutlich von dem Arzt Augustin Lamby, dem Vater seines gleichaltrigen Mitschülers Alfred Lamby (1829–1900). Nach dem Schulabschluss begann Westmeyer in Osnabrück eine Ausbildung zum Schlosser. Der Organist des Osnabrücker Doms und Klavierlehrer Carl Klein wurde auf Westmeyer aufmerksam und sorgte dafür, dass dieser das Gymnasium Carolinum besuchen konnte. Seine Eltern stimmten dem erneuten Schulbesuch zu, weil sie sich für ihn den Werdegang eines Priesters wünschten. Zeitweilig lebte Westmeyer bei Klein, der ihm Musikunterricht erteilte. 1847 verließ Westmeyer die Schule, ohne das Abitur abgelegt zu haben, und ging nach Leipzig.

### Studium in Leipzig
In Leipzig nahm er im Oktober 1847 am Conservatorium der Musik sein Studium auf. Dort studierte er neben anderen bei Moritz Hauptmann und Ignaz Moscheles. Finanziell unterstützt wurde sein Studium durch ein Stipendium von König Ernst August I. von Hannover und dessen Sohn Georg, der damals noch Kronprinz war und aus seiner eigenen Schatulle 50 Reichstaler beisteuerte. 1849 widmete er dem Kronprinzen und dessen Frau Marie einige Kompositionen, die er dem Paar über den königlich hannoverschen Generalkonsul Gustav Moritz Clauß zukommen ließ. Aus Hannover wurde er jedoch daran erinnert, dass sein Studium gefördert werde, um sich im Klavierspiel zu vervollkommnen, und nicht, um sich dem Komponieren zu widmen. Wegen Krankheit unterbrach Wilhelm Westmeyer sein Studium in Leipzig, wo die Cholera ausgebrochen war, und lebte vorübergehend auf Einladung des Grafen Clemens August Bruno von Mengersen in Schloss Zschepplin. Ende 1850 kehrte er nach Leipzig zurück und nahm neben dem Studium Privatunterricht in Komposition bei Johann Christian Lobe, bei dem er auch wohnte. 1851 wurde das königliche Stipendium nicht verlängert. Westmeyer trat als Pianist bei Konzerten in sächsischen Adelshäusern auf und versuchte so, seinen Lebensunterhalt zu verdienen. Damit verstieß er gegen die Regeln des Konservatoriums, das seinen Schülern keine öffentlichen Auftritte vor Abschluss des Studiums erlaubte. Im „Disciplinar-Reglement“ hieß es dazu: Kein Zögling darf, so lange derselbe an dem Unterricht im Conservatorium Theil nimmt und aus letzterem noch nicht förmlich entlassen ist, an irgend einem öffentlichen Orte, wo es auch sein möge, weder im Orchester, noch als Solospieler, noch als Sänger auftreten. Westmeyer sah sich jedoch inzwischen vornehmlich als Komponist und brach sein Studium ohne Abschluss ab.

### Von Wien nach Bonn
Wilhelm Westmeyer lebte im Anschluss an seine Leipziger Jahre vermutlich zeitweilig in Wien, nachdem ihm in seinem Heimatort Iburg im Dezember 1852 ein Pass ausgestellt worden war, den er mit dem Reisezweck „Besuch musikalischer Studien“ beantragt hatte.
Aus dem Jahr 1855 ist sein Aufenthalt in Berlin belegt, wo seine erste Oper Amanda oder Gräfin und Bäuerin verlegt wurde. Die Komische Oper wurde 1856 am Hoftheater Coburg uraufgeführt sowie 1858 in Leipzig im Stadt-Theater erneut aufgeführt.
In Stauchitz war er mehrere Jahre Gast des  Rittergutsbesitzers und Mitglieds der Sächsischen Standesversammlung Ludwig von Zehmen und dessen Frau Victorie Genoveva. Dort komponierte er die Oper Der Wald bei Hermannstadt, deren Libretto sein Gastgeber geschrieben hatte. Es basierte auf einem Schauspiel aus dem Jahr 1808. Die Oper wurde am 3. April 1859 in Leipzig uraufgeführt und in mehreren Veröffentlichungen besprochen, darunter in der Leipziger Zeitung, der Berliner Musik-Zeitung, der Illustrirten Zeitung und der Neuen Zeitschrift für Musik. Der Kritiker der Ilustrirten Zeitung schrieb in der Ausgabe vom 16. April 1859:  […] an der Musik sind Wärme und charakteristischer Ausdruck zu loben, und so behauptet diese musikalische Schöpfung den Beifall, der ihr gleich bei der ersten Aufführung zutheil wurde. Die Oper wurde außerdem in Berlin, Dresden und Prag aufgeführt. Ob sie auch in Paris am Théâtre des Bouffes-Parisiens aufgeführt wurde, wie Jacques Offenbach Westmeyer 1867 zugesagt hatte, ist ungeklärt. Seine Oper Die Brandschatzung schrieb er vermutlich ebenso in Stauchitz.
Die Aufführung der Oper Der Wald bei Hermannstadt am 21. September 1867 im Neustädter Theater (Novomestské divadlo), einer Sommerbühne in Prag, wurde wohlwollend aufgenommen. In der dort erscheinenden deutschsprachigen Zeitschrift Bohemia hieß es am 24. September 1867: Westmeyers Name ist ein seit den letzten Jahren in Deutschland oft genannter. Die Spenden seiner Muse fanden fast überall […] Beifall und insbesondere in der deutschen Journalistik eine so freundliche, warme Anerkennung, daß man wohl mit Recht begierig seyn konnte, eines seiner Werke kennen zu lernen. Drei weitere Aufführungen gab es im Oktober im Königlich Deutschen Stadttheater.
Zwischen 1862 und 1866 verbrachte Wilhelm Westmeyer längere Zeit in Dresden, dort in der Stadtwohnung des Barons Zehmen am Altmarkt. Aus Dresden kehrte Westmeyer, der zeit seines Lebens keine eigene Wohnung hatte, nach Stauchitz zurück. 1863 gab er bei einem seiner Besuche in seinem Geburtsort Iburg ein Konzert, bei dem Luise Hiltermann als Sängerin auftrat.
1869 zog Westmeyer nach Wien und lebte dort in verschiedenen Hotels. In Wien richtete er sein Interesse auf den Aufbau eines Militärmusik-Konservatoriums, womit er jedoch scheiterte. Sein Wirken würdigte Constant von Wurzbach im 1886 veröffentlichten Biographischen Lexikon des Kaiserthums Österreich mit einem Eintrag. Die Zeitschrift für die österreichischen Gymnasien hob 1880 seine Kompositionen von Kinderliedern hervor. In Österreich häufig gespielt wurde seine Kaiser-Ouvertüre, die 1873 entstand. Österreichs Militärkapellen nahmen sie bei Veranstaltungen aus Anlass des Geburtstags von Kaiser Franz Joseph I. in ihr Programm auf. Eduard Strauß arrangierte sie später neu. Der Kaiser ließ eine Prachtausgabe ihrer Schluss-Apotheose herausgeben, deren jeweils aufwendige, individuell gestaltete Prachteinbände als persönliche Geschenke für allerhöchste Würdenträger mit den Insignien des zu Beschenkenden vom Wiener Buchbinder Franz Felix Rosenberg angefertigt wurden.
Aus dem Jahr 1875 ist ein erneuter Aufenthalt in Iburg belegt. Dort wurde aus Anlass der Errichtung eines Schützenturms auf dem Dörenberg sein Festlied aufgeführt.
Aufgrund seiner angeschlagenen Gesundheit verließ Wilhelm Westmeyer Wien zu Beginn des Jahres 1880 und fand Aufnahme in der Hertz’schen Privatklinik, die Carl Hertz 1849 als Heilanstalt für Gemüts- und Nervenkranke in Bonn gegründet hatte. Dort starb er im September 1880. Sein Bruder Anton Westmeyer ließ ihn auf dem Alten Friedhof in Bonn beisetzen.

## Werke (Auswahl)

### Opern
- Amanda oder Gräfin und Bäuerin, komische Oper, Uraufführung am 29. Mai 1856 in Coburg
- Der Wald bei Hermannstadt, romantische Oper, Uraufführung am 3. April 1856 in Leipzig[6]
- Die Brandschatzung, komische Oper

### Ouvertüren
- Ouvertüre, Uraufführung im Oktober 1851 in Leipzig
- Fest-Ouvertüre
- Konzert-Ouvertüre, Uraufführung 1856 in Gotha
- Kaiser-Ouvertüre, 1873
- Concert-Ouvertüre „Traum eines Jünglings“

### Kirchenmusik
- Kyrie, Uraufführung am 20. Dezember 1849 in Leipzig
- Agnus Dei, Uraufführung am 20. Dezember 1849 in Leipzig
- Vocal-Messe, Uraufführung 1850 in Leipzig

### Sinfonische Musik
- Sinfonie in Es-Dur, Uraufführung am 27. Januar 1852 in Leipzig
- Sinfonische Dichtung Vision Napoleons I. auf St. Helen

### Konzertante Musik
- Oktett für Blas- und Streichinstrumente, uraufgeführt 1865, vermutlich in Dresden
- Terzett
- Quintett Abschiedklänge
- Doppelfuge
- Walzerfantasie

### Lieder und Liederzyklen
- Liederzyklus Das Leben im Liede, um 1870 entstanden
- Dunkle Nebelwolken, Uraufführung 1848 in Leipzig
- Vater, Mutter, laßt das Klagen, 1849 in Leipzig
- Viele Wochen sind entflohen, 1849 in Leipzig
- Kommt herbei, froh und frei, 1849 in Leipzig
- Acht Kinderlieder

### Chormusik
- Die Stunde ruft zum Scheiden, Uraufführung 1848 in Leipzig
- Haltet mir den Mann in Ehren
- Bist du ein armer Teufel
- Der Feldherr
- Der Totengräber
- Das Engellied
- Traumlied
- Festlied, aufgeführt 1875 am Dörenberg in Iburg

## Ehrungen und Nachwirkung
Österreich ehrte Wilhelm Westmeyer 1867 mit dem Franz-Joseph-Orden, der ihm am 22. Mai 1867 von Kaiser Franz Joseph I. zuerkannt und am 31. Mai 1867 verliehen wurde. Am 11. Juni 1867 empfing der Kaiser Westmeyer in Ofen, wo sich Franz Joseph I. nach seiner Krönung zum König Ungarns aufhielt.
In Deutschland erhielt Westmeyer den preußischen Kronenorden mit Johanniterkreuz.
Am 1. März 2005 wurden erneut Werke Westmeyers bei der Jubiläumsveranstaltung des Vereins für Orts- und Heimatkunde Bad Iburg aufgeführt.
Der Rat der Stadt beschloss im Dezember 2005 auf Vorschlag des Vereins für Orts- und Heimatkunde Bad Iburg, am Urberg den Wilhelm-Westmeyer-Weg nach dem Musiker zu benennen.